# Иванов, Леонид Александрович (политик)
Леонид Александрович Иванов (1 ноября 1904, Бирский уезд, Уфимская губерния — 1968) — советский партийный и государственный деятель, председатель Курганского облисполкома (1947—1950), майор.

## Биография
Леонид Александрович Иванов родился 1 ноября 1904 года в семье фабричного служащего в п. Булатный Бирского уезда Уфимской губернии, ныне северная часть  Республики Башкортостан. Возможно, п. Булатный — это село Круш (Новый Круш, Булатово) Республики Башкортостан.
Первоначальное образование (2 класса) получил в высшем начальном училище, действовавшем на территории фабричного посёлка.
В 1917 году начал трудовую деятельность разнорабочим на бумажной фабрике «Красный ключ», ныне фабрика не существует, была в селе Красный Ключ современного Нуримановского района Республика Башкортостан. Там же в 1919 году стал одним из организаторов комсомольской ячейки, а впоследствии был избран её председателем.
6 июля 1920 года по призыву ЦК РКСМ вступил в ряды Рабоче-крестьянской Красной Армии и был направлен на обучение в военно-пулемётную школу комсостава в городе Пензе, откуда был демобилизован как несовершеннолетний 20 ноября 1921 года.
В 1921 году вернулся в Бирск, работал на фабрике и возглавлял местную комсомольскую организацию.
В 1924 году был выдвинут рабочим коллективом в состав фабрично-заводского комитета, где работал сначала секретарём, а затем председателем организации.
В 1925 году вступил в ВКП(б), в 1952 году партия переименована в КПСС.
С 1929 по 1931 годы работал на руководящих должностях в Башкирском совете профсоюзов, затем был переведён на работу в Башкирский обком ВКП(б).
В 1932—1934 годах — учёба в Урало-Казахстанской промышленной академии (окончил 1 курс). Отозван на работу в комиссию по чистке партийных рядов.
В 1934—1935 годах — первый секретарь Петуховского районного комитета ВКП(б) (Челябинская область, ныне Курганская область).
В 1935—1937 годах — на партийной, советской работе в Башкирской АССР: секретарь Бузовьязовского районного комитета ВКП(б), секретарь Благовещенского районного комитета ВКП(б).
В 1937—1940 годах — народный комиссар лёгкой промышленности Башкирской АССР, уполномоченный Народного комиссариата заготовок СССР по Башкирской АССР, народный комиссар лесной промышленности Башкирской АССР.
В 1940—1947 годах — первый заместитель председателя СНК — Совета Министров Башкирской АССР.
В 1938, 1947 году избирался депутатом Верховного Совета Башкирской АССР I и II созывов (Шаранский округ, Шаранский район и Нуримановский округ № 112, Нуримановский район). 
В 1947 году — слушатель Курсов переподготовки при ЦК ВКП(б).
В 1947 году переведён на работу в Курганскую область и избран председателем Исполнительного комитета Курганского областного Совета депутатов трудящихся II созыва.
В апреле 1950 года был переведён на должность первого заместителя председателя Курганского облисполкома, в качестве которого работал до выхода на пенсию в 1959 году.
Около 12 лет Леонид Александрович Иванов являлся депутатом Курганского областного Совета депутатов трудящихся и Курганского городского Совета депутатов трудящихся.
По некоторым данным, Леонид Александрович Иванов умер в 1968 году <где?>. 

## Награды и звания
- Орден Ленина, 1943 год
- Орден Трудового Красного Знамени, дважды: 1944 год, 1956 год
- Медаль «За доблестный труд в Великой Отечественной войне 1941-1945 гг.»
- Медаль «За освоение целинных земель» (1957)
- Малая золотая медаль Всесоюзной сельскохозяйственной выставки (1955),